# Polygala anatina
Polygala anatina är en jungfrulinsväxtart som beskrevs av Chod.. Polygala anatina ingår i släktet jungfrulinssläktet, och familjen jungfrulinsväxter. Inga underarter finns listade i Catalogue of Life.